# Кровавый развод
Кровавый развод — 5-серийный документальный фильм о межнациональных конфликтах и некоторых политических событиях в конце 1980-х годов в СССР и 1990-2000-е годы в России, показанный по каналу «Рен-ТВ» в 2009 году.

## Краткое содержание серий фильма
- 1 серия «Пляски на костях» — планы Збигнева Бжезинского и Уильяма Кейси по дестабилизации обстановки в СССР, приход к власти Михаила Горбачёва, планы Юрия Андропова по переустройству административно-территориального деления СССР, митинги в Степанакерте, провозглашение независимости Нагорного Карабаха от Азербайджанской ССР в феврале 1988 года, массовая драка у Аскерана 25 февраля 1988 года, погром в Сумгаите 26 февраля 1988 года, ввод войск в город, провал проекта «Уренгой-6», падение цен на нефть, землетрясение в Армении, волнения в Грузии, Звиад Гамсахурдиа, ввод войск в Тбилиси, комиссия по проверке Тбилисских событий, авария на Чернобыльской АЭС, полёт Матиаса Руста, митинги с требованиями независимости в Литве, Латвии и Эстонии, акция «Балтийский путь» 23 августа 1989 года, забастовки «Солидарности» в Польше, вывод советских войск из Афганистана, поход на Цхинвали 23 ноября 1989 года, стрельба в Цхинвали, разрушение Берлинской стены и объединение ГДР и ФРГ.
- 2 серия «Крах» — погром в Баку в январе 1990 года, беженцы из Армении и Азербайджана, решение КП Литовской ССР выйти из КПСС, Михаил Горбачёв выступает в Литве 11 января 1990 года, экономическая блокада Литвы, развал сельского хозяйства в Молдавской ССР, призывы Народного Фронта Молдавии к вхождению в состав Румынии, объявление независимости Приднестровья 2 сентября 1990 года, ввод войск в Баку, операция «Кольцо», события в Дубоссарах, основание «Мхедриони», Гамсахурдиа — президент Грузии, вывод советских войск из Закавказья, первые бои в Нагорном Карабахе, события в Вильнюсе и Риге в 1990 году, подписание договора о взаимном признании Литвы, Латвии и Эстонии РСФСР, приход Дудаева к власти в Чечне, Августовский путч.
- 3 серия «Игры патриотов» — Беловежское соглашение, резня в Ходжалы, свержение режима Гамсахурдиа в Грузии, Шеварднадзе — новый президент Грузии, режим Дудаева в Чечне, участие российских войск в Приднестровском конфликте, генерал Лебедь, штурм грузинскими войсками Сухуми, освобождение абхазами своей столицы, разгон Верховного Совета России, неудачные попытки штурма Грозного, взятие в плен чеченцами российских танкистов, смерть Гамсахурдиа.
- 4 серия «В огненном круге» — новогодний штурм Грозного, покушение на Шеварднадзе, ситуация в Панкисском ущелье, мораторий на применение военной силы в апреле-мае 1995 года, захват парома «Авразия», террористический акт в Кизляре и Первомайском, убийство Владислава Листьева и Борис Березовский, гибель Дудаева, Хасавюртовские соглашения, занятие боевиками Грозного, Борис Березовский и его поездки в Чечню, похищение и убийство британских инженеров в Чечне, визиты бин Ладена в Чечню, второе покушение на Шеварднадзе, дефолт 1998 года, вторжение чеченских боевиков в Дагестан в 1999 году, избрание Владимира Путина президентом России.
- 5 серия «Псы террора» — теракт на Дубровке, захват больницы в Будённовске, гибель подводной лодки «Курск», теракт 11 сентября 2001 года, смерть Ахмад-Шаха Масуда, столкновения на таджико-афганской границе, смерть Хаттаба, свержение Шеварднадзе и приход к власти в Грузии Михаила Саакашвили, гибель Руслана Гелаева, дискриминация в прибалтийских республиках, расширение НАТО на восток, захват школы в Беслане 1 сентября 2004 года, ликвидация Шамиля Басаева и Аслана Масхадова, блокада Приднестровья Украиной и Молдавией, стычки в Крыму, обстановка в Нагорном Карабахе, обстрел Цхинвали 8 августа 2008 года и признание Россией независимости Южной Осетии и Абхазии.

## Отзывы о фильме
Фильм вызвал неоднозначную реакцию критиков. Одни из них заявляли, что фильм показывает всю подноготную перестройки в СССР
, другие говорили, что в фильме масса неточностей.